# تادئوس
یهودا یا تادئوس شاگرد و رسول مسیح که یکی از حواریون عیسی بوده است. او گاهی به نام برادر مسیح نام برده می‌شود اما نباید با یهودای اسخریوطی اشتباه شود.

## نام و تبار
میان فهرست نام های دوازده شاگرد عیسی نام او وجود دارد: متی 10:3 و مرقس 3:18 در فهرستی که نامهای شاگردان مسیح را نقل می کنند نام او تادِئوس یا تادائوس و شهرتش لبائوس به معنی شجاع و دلیر عنوان می شود. بخشی از پیچیدگی شخصیت او به این دلیل است که اناجیل عهد جدید برای او چندین نام را به کار می برند: تادئوس، یهودا، لبائوس، تدی، لبی؛ در لوقا 16:6 و اعمال رسولان 1:13 نام او را یهودا برادر یعقوب خوانده اند. و روشن نیست که او برادر یعقوب پسر حلفا بوده یا برادر  یعقوب معروف به برادر خداوند. از سویی، نمی دانیم این دو یادکرد از یعقوب اشاره به یک شخص است یا دو شخص. اگر تادئوس همان یهودا برادر یعقوب معروف به برادر خداوند باشد نامه یهودا را منسوب به او می توان تلقی کرد. 

### در یک رویداد مهم
بر اساس انجیل یوحنا 14:22 احتمالاً تنها موردی که تادئوس به یک بستر داستانی در عهد جدید وارد می شود در شام آخر با عیسی مسیح است. انجیل یوحنا او را یهودا می نامد با این تاکید که او غیر از یهودای اسخریوطیِ خائن بود. سوال کلیدی او سبب می شود تا مسیح مهم ترین سخنان و شاید آخرین تعالیم خود پیش از دستگیری را بیان کند. این سوال نکته ای را آشکار می کند اینکه تادئوس آنقدر به عیسی نزدیک بود که می توانست در میان تعالیم او سوالی بپرسد:
هر که احکام مرا دارد و آنها را حفظ کند، آن است که مرا محبّت می‌نماید؛ و آنکه مرا محبّت می‌نماید، پدر من او را محبّت خواهد نمود و من او را محبّت خواهم نمود و خود را به او ظاهر خواهم ساخت.  یهودا، نه آن اسخریوطی، به وی گفت، ای آقا چگونه می‌خواهی خود را به ما بنمایی و نه بر جهان؟ عیسی در جواب او گفت، اگر کسی مرا محبّت نماید، کلام مرا نگاه خواهد داشت و پدرم او را محبّت خواهد نمود و به سوی او آمده، نزد وی مسکن خواهیم گرفت. و آنکه مرا محبّت ننماید، کلام مرا حفظ نمی‌کند؛ و کلامی که می‌شنوید از من نیست بلکه از پدری است که مرا فرستاد. این سخنان را به شما گفتم وقتی که با شما بودم. لیکن تسلّی‌دهنده یعنی روح‌القدس که پدر او را به اسم من می‌فرستد، او همه‌چیز را به شما تعلیم خواهد داد و آنچه به شما گفتم به یاد شما خواهد آورد. سلامتی برای شما می‌گذارم، سلامتی خود را به شما می‌دهم. نه چنانکه جهان می‌دهد، من به شما می‌دهم. دل شما مضطرب و هراسان نباشد. شنیده‌اید که من به شما گفتم می‌روم و نزد شما می‌آیم. اگر مرا محبّت می‌نمودید، خوشحال می‌گشتید که گفتم نزد پدر می‌روم، زیرا که پدر بزرگتر از من است. و الآن قبل از وقوع به شماگفتم تا وقتی که واقع گردد ایمان آورید. بعد از این بسیار با شما نخواهم گفت، زیرا که رئیس این جهان می‌آید و در من چیزی ندارد. لیکن تا جهان بداند که پدر را محبّت می‌نمایم، چنانکه پدر به من حکم کرد همانطور می‌کنم. برخیزید از اینجا برویم.— عهد جدید، انجیل یوحنا، باب 14،آیه 21-31

### نوشته های منسوب به تادئوس
چندین نوشته آپوکریفایی عهد جدید به تادئوس  نسبت داده شده است که برخی از مهم ترین های آن عبارتند از:
- انجیل تادئوس: این انجیل مانند دیگر اناجیل رسمی و غیر رسمی به تولد، زندگی و مرگ عیسی مسیح می پردازد و نکات مرتبط به تادئوس بسیار ناچیز اما مهم است. به عنوان مثال دعوت عیسی و ایمان آوردن تادئوس به شکل برجسته ای در این انجیل روایت می شود. تادئوس در حالی که در کارگاه است صدای عیسی را از آستانه در می شنود که میگوید از پی من بیا! و او چکش را رها کرده در پی او می رود. نکته جالب این است که در این انجیل نام دیگر این شاگرد یعنی لبائوس به چرخ ترجمه شده است. بار دیگر در انتهای این انجیل نام تادئوس به چشم می خورد. وقتی مریم مجدلیه آنچه درباره رستاخیز مسیح از میان مردگان دیده بود را برای دوازده شاگرد شرح می داد، پطرس از او رو بر گرداند. تادئوس او را سرزنش کرده گفت: "اکنون می بینم که با زنی جدل می کنی. اگر آقایمان او را شایسته دانسته، تو را چه که انکارش کنی؟ زیرا که او را سرورمان به راستی دوست می داشت." [۴]

- اعمال تادئوس:

الف) نسخه کتاب اعمال شمعون و یهودا: در آن ایمان آوردن، معجزات، مواعظ و به قتل رسیدن دو رسول مسیح در ایران و بابل روایت می شود. این کتاب یک متن لاتین است که لیپسیوس آن را به قرن چهارم یا پنجم نسبت می دهد اما توصیف صحنه های پارس و بابل به شکل چشم گیری مطابق با زمینه های تاریخی قدیمی تر تشخیص داده شده اند، درست با آنچه در شرایط امپراتوری اشکانی در قرن اول میلادی شناخته شده است.
ب) نسخه یونانی افسانه آبگار: هدف اصلی این کتاب شرح و توصیف نامه نگاری های عیسی با آبگار پنجم پادشاه ادسا بوده که منجر به فرستادن تادئوس شاگرد عیسی به آنجا می شود. 
- موعظه تادئوس:

در این نوشته آمده که دوازده شاگرد مسیح وقتی سرزمین های مختلف را برای تبلیغ بین یکدیگر تقسیم می کردند تادئوس از رفتن به چنین مأموریتی ترسان بود زیرا او مأمور سرزمین سوریه بود. اما مسیح بر او و شمعون پطرس ظاهر شد و خواست تا آن دو با هم به این سفر بروند. در این سفر بشارتی وقایع شگفتی رخ می دهد. 
- تعالیم تادئوس:

کتاب بیشتر یک خطابه است و به بیان رخداد ها کمتر می پردازد. ابتدا و انتهای متن چند رخداد را می آورد. کتاب با صحنه
شگفت انگیز شفای آبگار پادشاه شروع می شود و در ادامه شفای بیماران دیگر اتفاق می افتد که سبب می شود تا آبگار از تادئوس
بخواهد تا از عیسی مسیح و آنچه کرده بگوید. تادئوس میخواهد که این تعالیم را در حضور مردم شهر بگوید. فردا مردم جمع شده
و تادئوس سخنان حکمت آمیزی را می گوید که بسیار به سخنان سر کوه عیسی شباهت دارد. اما نقطه کانونی سخنان او خود
عیسی است. آبگار دستور می دهد به او طلا و نقره بدهند اما تادئوس می گوید: "چگونه آنچه را که از ما نیست بگیریم حال آنکه
پیشتر، آنچه از آن ما بود به فرمان خدا وانهادیم." او می گوید: "دروازه زندگی تنگ است و راه حقیقت باریک. پس ایمانداران
راستین اندک اند."

### سنت مسیحی و روایت ها درباره تادئوس
سنت مسیحی بر آن است که یهودا تادئوس انجیل را در یهودیه ، سامره ، ادومیه ، سوریه ، سرزمین پارس و ماد، بین النهرین و لیبی موعظه کرد . همچنین گفته می‌شود که او از بیروت و ادسا دیدن کرده است ، هر چند که این فرستاده ی مأموریت اخیر، به عنوان تادئوس ادسا ، آدای، یکی از هفتاد نفر شناخته شده است.
گرچه به طور سنتی گریگور روشنگر به عنوان نخستین "رهبر ارامنه" شناخته می شود، اما زمانی که او در سال 301 تیرداد سوم، شاه سلسله اشکانی ارمنستان را غسل تعمید داد و ارمنی ها را به دین مسیحی در آورد، به طور سنتی اعتقاد بر این بود که یهودا و برتولوما، دو رسول عیسی مسیح خیلی پیش تر مسیحیت را برای نخستین بار به ارمنستان آورده بودند. به همین دلیل آن دو رسول به عنوان مقدسین حامی ارمنستان مورد احترام بوده اند. یک نسخه از کتاب اعمال تادئوس در کتاب مقدس گریگور وجود دارد که هیچ نسخه خطی دیگری از آن تا امروز یافت نشده و پژوهشگران آن را سندی برای شرح نخستین سنت های مسیحی قابل توجه و مهم دانسته اند. 

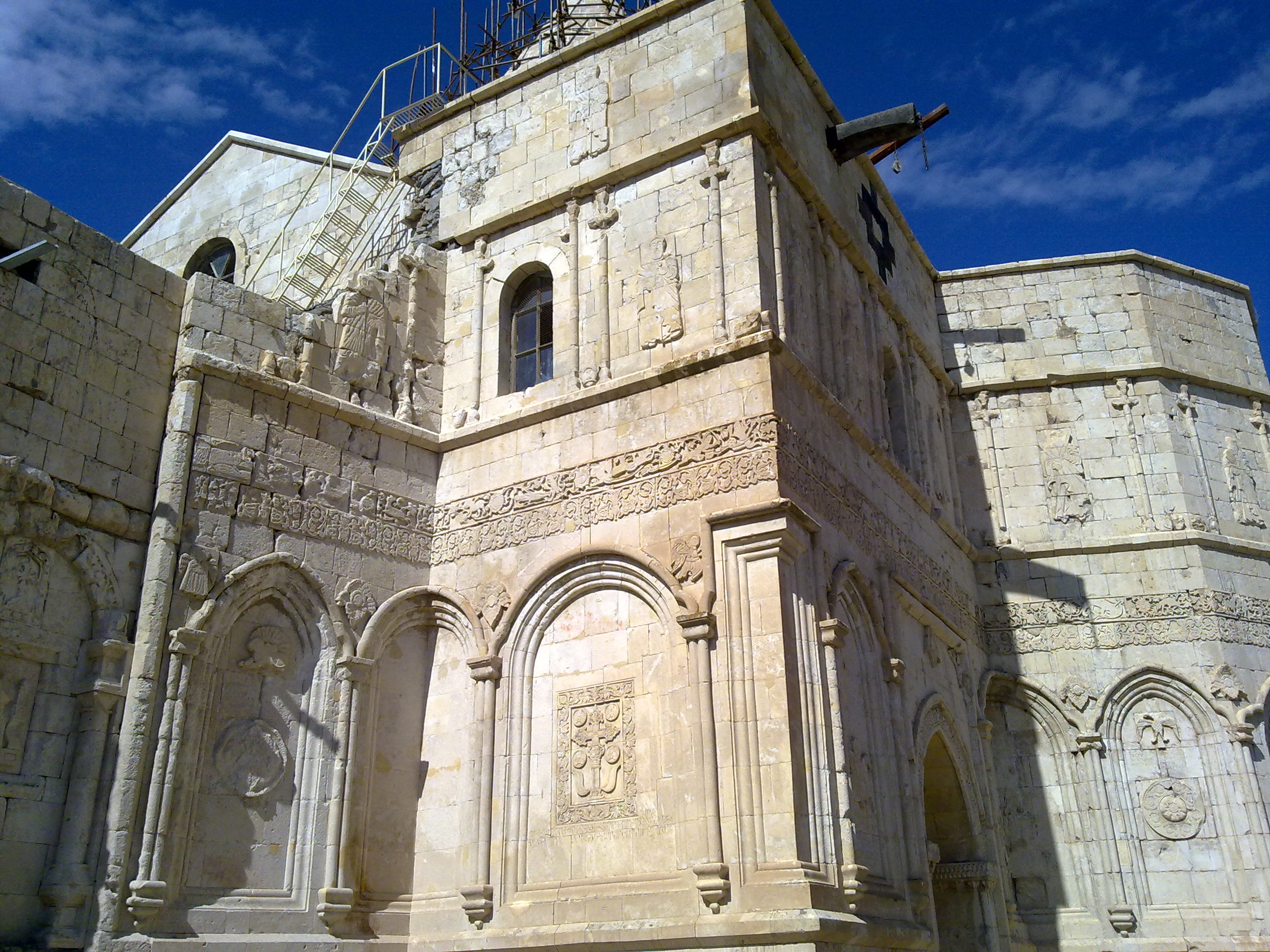
کلیسای تادئوس مقدس مشهور به قره کلیسا در شمال غرب ایران

نسخه اعمال تادئوس که در کتاب گریگور به جا مانده نشان می دهد که تادئوس و یکی دیگر از حواریون مسیح (توماس یا برتولوما) برای بشارت مسیحیت به منطقهٔ جنوب فلات ارمنستان آمدند. در ۶۶ میلادی، تادئوس به همراه سان‌دُخت، دختر پادشاه و تنی چند، که به دین مسیحیت ایمان آورده بودند، به دستور پادشاه وقت ارمنستان دستگیر شدند و پس از شکنجه به قتل رسیدند و پیکر تادئوس در مکان کنونی قره کلیسا مدفون شد.
روایت متفاوت دیگری وجود دارد که می گوید یهودا تادئوس در بیروت لبنان و در سوریه که  یکی از استان های روم بود، در طول قرن اول همراه با رسولی دیگر، شمعون غیور مسیحیت را بشارت می دادند و سر انجام در آنجا به قتل رسیدند. تبری که اغلب در تصویرسازی های  تادئوس در دستانش نشان داده می شود، نمادی از نحوه کشته شدن او است.  کلیسای کاتولیک ادعا می کند جسد یهودا تادئوس از بیروت یا سوریه به رم آورده شده و در سردابی در کلیسای سنت پیتر قرار گرفته که مورد بازدید بسیاری از مسیحیان قرار دارد.

بر اساس یک سنت دیگر، بقایای جسد یهودا تادئوس دستکم تا میانه قرن پانزدهم در یک دیر ارمنی در جزیره ای در قسمت شمالی دریاچه ایسیک کول در قرقیزستان نگهداری می شد.
همچنین، در کیفار باروخ، دره‌ی یزرعیل یک جعبه‌ی استخوان‌دان ساده با کتیبه‌ای که روی آن نوشته شده بود "یهودا تدائوس" (Ιουδας Θαδδαιου) یافت شد. این جعبه در کنار تکه‌هایی از چهار استخوان‌دان دیگر که بدون کتیبه بودند، کشف شد که احتمالا متعلق به اوایل قرن دوم میلادی است. 